# 杨志烈 (越南)
楊志烈（越南語：Dương Chí Liệt；?—?），是越南反抗唐朝的起義軍首領。
據吳士連的《大越史記全書》記載，楊志烈是交州龍編人，其祖先「世為蠻酋」。其父楊清被唐朝任命為驩州刺史，後於819年率領所部乘夜襲破安南都護府反唐。
據《舊唐書》記載，820年，楊清被唐將桂仲武擊破，與子楊志貞被捕處決。杜士交擁立其子楊志烈為主，退往長州的鑿溪（在今越南寧平省）繼續抗唐。但不久即因勢單力薄，率軍投降唐朝。